# Островський Зельман
Островський Зельман (Зальман, Зиновій, Зяма) Соломонович (Григорович) («Товариш Зяма», «Хавер Зяма») (1882—?) — політичний діяч, член Української Центральної Ради.

## Біографія
До революції 1917 р. працював директором сирітського будинку Мойсея та Поліни Карпас у Катеринославі (нині — Дніпропетровська загальноосвітня спеціальна школа-інтернат для глухих дітей).
Член Єврейської соціал-демократичної робітничої партії «Поалей Ціон», голова її осередку у Катеринославі. Автор серії статей під загальною назвою «Листи до єврейського робітника».
У 1917 р. був обраний членом Української Центральної Ради за єврейською квотою для національних меншин.
У серпні 1919 р. на партійній конференції у Гомелі виступив як один із співзасновників Єврейської комуністичної партії «Поалей Ціон». Згодом увійшов до ВКП(б). 
Працював у секретаріаті Президіуму Всеросійського центрального виконавчого комітету.
У 1938 р. заарештовано НКВС, подальша доля невідома.

## Праці
- Письма к рабочим. Письмо 1 / Товарищ Зяма. Полтава: Изд. П.Ц., 1906. – 14 с.
- Основы пролетарского сионизма и "критика" Бунда. (Два письма к рабочим) / Товарищ Зяма. М.: тип. «Труд», 1907. – 23 с. (Библиотека еврейского рабочего. Вып. 1).
- Бунд. Его прошлое, настоящее и будущее (еврейская социал-демократическая рабочая партия (Поалей-Цион)). Екатеринослав, 1917. – 48 с.
- Еврейские погромы 1918—1921 годов / Сост. Островский З.С. М.: Акц. общество «Школа и книга», 1926. – 135 с.
- Страна Советов в буржуазном окружении (в 3-х частях). М.: Военгиз, 1926-1927.
- Над вечными льдами: Рассказы летчика М. Бабушкина записанные на "Малыгине". М.: Госиздат, 1929. – 118 с.
- Турксиб: Сборник статей участников строительства Туркестано-Сибирской железной дороги / Сост. З. Островский; под ред. Д. Сверчкова. М.: Транспечать НКПС, 1930. – 256 с.
- Проблема украинизации и белоруссизации в РСФСР. М.: Власть Советов, 1931. – 87 с.
- Кому нужна вражда к евреям? М.: Московский рабочий, 1931. – 61 с.
- Магнитострой. М.: Парт. изд-во, 1932. – 60 с.
- Национальное строительство среди евреев в СССР / Под ред. З. Островского. – М.: Власть советов при Президиуме ВЦИК, 1934. – 199 с.
- От Бромлея к «Красному пролетарию». М.: Московский рабочий, 1937. – 55 с.